# Абау
Абау, также Грин-Ривер (англ. Green River), — папуасский язык, распространённый на юге провинции Сандаун в Папуа — Новой Гвинее, близ границы с Индонезией. В 1970-х годах также сообщалось о распространении языка в нескольких деревнях Индонезии.
Принадлежит к сепикским языкам и имеет уязвимый статус. Все носители языка двуязычны; численность говорящих увеличивается. Большинство членов этнической группы используют язык в повседневном общении.

## Современное положение

### Ареал и численность

Распространение сепикских языков на северо-западе Папуа — Новой Гвинеи. Абау на карте — слева, на границе с Индонезией

Язык абау распространён в деревнях в истоке реки Сепик у границы с Индонезией.
По информации исследователя Арнольда Лока, в 2011 году на языке говорило приблизительно 7 000 человек. В его же статье 2008 года указана цифра в 7 500 носителей.
По оценке 2002 года, на языке говорили от 4 500 до 5 000 тысяч. По переписи населения 2 000 года — 7 270 человек.
В 1970 году язык был распространён в тридцати деревнях в Папуа — Новой Гвинее и приблизительно восьми в Индонезии. Тогда на нём говорило 4 545 человек. В 1964 году на языке говорило 3 386 человек. По переписи 1958—1959 годов, на языке говорило 2 600 человек.
Все носители языка двуязычны, при этом численность говорящих на абау увеличивается. Носители амто понимают абау.
Носители языка живут на реках Грин и Сепик в районе Ванимо — Грин-Ривер в провинции Сандаун.

### Социолингвистические данные
Язык используется в повседневной жизни, в семье, на общинных собраниях и культурных мероприятиях. Среди молодого поколения абау вытесняется ток-писином; при общении носителей абау с людьми, не знающими язык, чаще всего используется ток-писин.
80 % носителей абау грамотны, особенно молодёжь. Язык изучается в младшей школе. На нём пишутся книги.

### Диалекты
В языке различается четыре диалекта: центральный, нижний, нижний приграничный и верхний. Между диалектами часто отсутствует взаимопонимание, и в качестве лингва-франка используется ток-писин, особенно среди молодых носителей.

## Лингвистическая характеристика

### Фонетика и фонология
В абау самый простой набор фонем среди всех сепикских языков.
Ударение в языке абау не влияет на значения слова. Все слова в абау имеют ударение на первом слоге или на втором, если первый содержит фонему шва.

#### Гласные звуки
Гласные звуки языка абау:
|                | Передние | Средние | Задние  |
| -------------- | -------- | ------- | ------- |
| Верхние        | [i]      |         | [u]     |
| Средне-верхние | [e]      |         | [o]     |
| Средние        |          | [ə]     |         |
| Средне-нижние  | [ɛ]      |         | [ɔ]     |
| Нижние         | [a]      |         | [ɑ] [ɒ] |

Исследователи Лок (1990 год) записали только пять гласных, тогда как Лейкок (1965) записал восемь (в частности, у Локов не отмечены гласные /ə/, /ɛ/, /ɔ/, /a/; у Лейкока — /ɑ/). У Бейли (1975) звуки /a/ и /ɛ/ есть, но нет /ə/, /ɔ/ и /ɑ/. У него же отмечен звук /ɒ/, который отсутствует у остальных исследователей.
Все гласные звуки, кроме [ə], могут стоять в начале, середине и в конце слова. Чаще всего встречается звук [i], реже всего — [ɑ].
Гласные звуки в абау различаются по долготе, но могут влиять на смысл только в существительных: [ɒːk] «седьмой день» — [ɒk] «говорить»; [wiːɾ] «сад» — [wiɾ] «рыба».

#### Дифтонги
В абау пять дифтонгов: [ou], [ɒu], [au], [ei], [ai].

#### Согласные звуки
Согласные звуки языка абау:
|               |               | Губные | Альеволярные | Альеволярные | Палатальные | Велярные | Глоттальные |
| ------------- | ------------- | ------ | ------------ | ------------ | ----------- | -------- | ----------- |
| Взрывные      | Глухие        | [p]    | [t]          | [t]          | [c]         | [k]      |             |
| Взрывные      | Звонкие       | [b]    | [d]          | [d]          |             |          |             |
| Взрывные      | Аспир.        | [pʰ]   |              |              |             | [kʰ]     |             |
| Фрикативные   | Фрикативные   | [ɸ]    | [s]          | [s]          |             |          | [h]         |
| Носовые       | Простые       | [m]    | [n]          | [n]          |             |          |             |
| Носовые       | Глухие        | [m̥]    | [n̥]          | [n̥]          |             |          |             |
| Одноударные   | Одноударные   |        | [ɾ]          | [ɾ]          |             |          |             |
| Аппроксиманты | Аппроксиманты |        | [ɹ]          | [l]          | [j]         | [w]      |             |

Все согласные звуки могут стоять в начале, между гласными и в конце слова. Чаще всего встречается звук [m], реже всего — [ɾ].
Взрывные согласные озвончаются, если за ними следует носовой согласный. /ɾ/ реализуется как [d] после /n/, как [l] в начале слова и как [ɾ] между гласными. /h/ произносится как [c] перед /i/, как [ɸ] перед /u/ и как [h] в остальных положениях.
- [p], [pʰ] и [b] — аллофоны.
- /p/. [h], [ɸ], [m̥], [n̥] — аллофоны /h/.
- [d], [l], [ɾ], [t], [ɹ] — аллофоны /ɾ/[13].

#### Тоны
В абау две тонемы на уровне слова (нисходящий плавный и восходящий; также сообщается о восходяще-нисходящем) и три аллотона (нисходящий, восходящий и низкий) на уровне фразы. Если в базовой форме последнего существительного фразы последний тон низкий, то тон фразы восходящий; если в существительном высокий тон, во фразе — нисходящий; если все тоны существительного низкие, то фразовый тон низкий.
Тон влияет на значение слова: [pán] «трава» — [pàn] «лоза»; [hú] «вода» — [hù] «флейта». В глаголах — также на вид и время.
Выбор тона зависит от положения слова в предложении.

### Морфология

#### Существительные
Аффиксация существительных в языке абау в целом очень ограниченна. Существительные сами по себе почти не присоединяют суффиксов; число и остальные грамматические категории определяются по словам, стоящим в конце именной группы. Например, в именной группе uwr somokwe слово uwr означает «мужчина», а слово somonkwe показывает, что существительное стоит во множественном числе. Иногда существительное может присоединять усилительный суффикс -ar: Hiykwe uwr-ar korey «Он ненастоящий человек». Такие слова всегда согласуются с существительным, к которому относятся, в роде и числе.
В существительных различаются именные классы. Они могут иметь аффиксы разных классов в зависимости от подчёркиваемых физических характеристик. Например:
| su    |  | su               | pi-ron           |  | su         | ka-mon      |
| кокос |  | кокос            | 5класс-один      |  | кокос      | 2класс-один |
| кокос |  | кокосовая пальма | кокосовая пальма |  | один кокос | один кокос  |

| Класс    | Маркер  | Семантика                              |
| -------- | ------- | -------------------------------------- |
| Класс 1  | pru     | человек, духи                          |
| Класс 2  | k(a)-   | животные; класс по умолчанию           |
| Класс 3  | na      | маленькие объекты                      |
| Класс 4  | s(i)-   | объекты с плоской поверхностью         |
| Класс 5  | pi      | длинные тонкие объекты                 |
| Класс 6  | u       | географические места                   |
| Класс 7  | i       | плоские объекты с небольшим объёмом    |
| Класс 8  | ri      | некоторые типы деревьев                |
| Класс 9  | ein(d)- | связки длинных неразрезаемых предметов |
| Класс 10 | reik    | временные объекты                      |
| Класс 11 | hnaw    | связки длинных разрезаемых предметов   |
| Класс 12 | houk-   | части длинного объекта                 |

Различается два грамматических рода. Один и тот же объект может быть классифицирован как мужской или женский в зависимости от его физических характеристик. В существительных, относящихся к людям, род отличается в зависимости от пола человека; то же самое происходит и в существительных, относящихся к домашним животным, таким как свиньи или собаки. Для диких животных и неодушевлённых (в том числе для заимствований) существительных важны физические характеристики: например, трёхмерные, длинные и жидкие предметы — мужского рода, а двухмерные, плоские, круглые невысокие предметы, а также абстрактные понятия — женского. Таким образом, слова su (кокос — круглый), now (дерево — длинное), hu (вода — жидкость) — мужского рода, а iha (рука — плоская), hne (птичье гнездо — круглое невысокое) — женского. Это согласуется с общей региональной моделью языков бассейна Сепик (в которую входят языки разных семей), где большие и/или длинные объекты мужского рода, а маленькие и круглые — женского.
Если есть необходимость заострить внимание на том, что форма или размер предмета для него необычны, род может быть изменён говорящим: wompow «мышь» (женский род) — aiopey wompow «большая мышь» (мужской род).
В абау род часто зависит от восприятия говорящего и от контекста. Например, слово youk «весло» — мужского рода, если речь идёт про дерево, из которого вырезается весло, и женского, если речь идёт про весло как в качестве объекта:
| Ha-kwe           | youk             | se               | seyr.            |  | Ha-kwe        | youk          | ke            | lira.         |
| 1ед.суб-тема     | весло            | 3ед.м.объ        | резать           |  | 1ед.суб-тема  | весло         | 3ед.ж.объ     | видеть        |
| Я вырезаю весло. | Я вырезаю весло. | Я вырезаю весло. | Я вырезаю весло. |  | Я вижу весло. | Я вижу весло. | Я вижу весло. | Я вижу весло. |

#### Прилагательное
Прилагательные в абау не различаются по родам.
Количество прилагательных в абау невелико. Множество прилагательных заменяется сочетаниями существительного и глагола или глагола с показателем комитатива non: Hiykwe iha lopa «У него нет рук» = «Он жадный».
К имеющимся прилагательным относятся слова, сообщающие размер и форму: aiopey «большой», mei «длинный», hiymiy «высокий», возраст: naw «старый», и качество существительного: piap «плохой». Обозначители цветов являются не только прилагательными, но и существительными: or «чёрный» либо «обугленная древесина»; наименования цветов образуются также при помощи сравнения: wouknow-hu eyn «похожий на сок имбиря» = «желтоватый» (eyn «похожий»).

#### Числительное
Числительные в абау различаются по родам, но согласуются в классе с существительным, к которому относится.
Исконные числительные в абау представлены только до двенадцати; для числительных выше двенадцати и часто даже для меньших числительных используется заимствованные слова из английского и ток-писина. Использование числительных выше двенадцати пришло в абау вместе со школьным образованием, предоставляемым на английском языке.

#### Глагол
Глаголы в абау различаются по виду, наклонению и времени. Они не присоединяют показателей рода.
Вид различается по тону. Низкий обозначает совершенный вид, а восходяще-нисходящий — несовершенный:
| Ha-kwe           | yier             | mon              | lêy.             |  | Ha-kwe             | yier               | mon                | lèy.               |
| 1ед.суб-тема     | деревня          | мес              | идти.нсв         |  | 1ед.суб-тема       | деревня            | мес                | идти.св            |
| Я иду в деревню. | Я иду в деревню. | Я иду в деревню. | Я иду в деревню. |  | Я пошёл в деревню. | Я пошёл в деревню. | Я пошёл в деревню. | Я пошёл в деревню. |

В прошедшем времени используется только совершенный вид, если действие уже закончилось, либо несовершенный, если действие началось в прошлом и продолжается до сих пор.
В абау два будущих времени: скорое и неопределённое. Скорое образуется словами po … a, неопределённое — ya … a. Между частицами ставится глагол.

#### Местоимение
Личные местоимения языка абау:
|      |       | Ед. ч.     | Дв. ч. | Мн. ч. |
| ---- | ----- | ---------- | ------ | ------ |
| 1 л. | 1 л.  | ha ~ han   | hror   | hrom   |
| 2 л. | 2 л.  | hwon ~ hun | hoh    | hom    |
| 3 л. | М. р. | hiy ~ hi   | hoh    | hom    |
| 3 л. | Ж. р. | hok        | hoh    | hom    |

В двойственном и множественном числах различаются первое и не-первое лица. В третьем лице единственного числа различаются два рода. Личные местоимения имеют три падежа: именительный, родительный и винительный — например, местоимение «я» выглядят так во всех падежах, соответственно: ha, hano, hane.
Личные местоимения могут присоединять различные суффиксы: например, суффикс -ayay является показателем реципрока, а суффикс -aw-aw используется для усиления (hane-aw-aw! «только меня!»).
Указательные местоимения различаются по родам.

### Лексика
Небольшое количество лексики было заимствовано из языков нду (например, /ya/ «огонь»). Такое возможно вследствие миграции носителей нду через территории абау, но следов этого не обнаружено. Также возможно заимствование от языка к языку либо контакт абау и нду ниже по течению Грин.
Процентное количество когнатов среди базовой лексики в языке абау и его близкородственных языках следующее: абау-ивам — 30 %, абау-вогамусин — 15 %.

### Синтаксис
Базовый порядок слов абау — SOV (подлежащее—дополнение—сказуемое), языку свойственен номинативный строй.
Исконные числительные в предложении следуют сразу за существительным, к которым относятся: yeyk kreys se «два каноэ»; заимствованные числительные стоят перед существительным, к которым относятся: 201 kina.

## История изучения
В 1919 году патрульный офицер Коули составил и опубликовал список слов абау.
С мая 1959 по март 1960 экспедиция во главе с Лейкоком вместе с христианской миссией собрали материалы по языку, а именно записали тексты на абау на магнитофон. Всего было записано около 150 минут. В 1960—1962 годах миссионером Кэем Лидлом было написано семь блокнотов с текстами, типичными конструкциями, заметками по фонетике и черновиками словаря. Этот материал ни разу не был опубликован. В это же время, в 1961 году, патрульным офицером Каванагом был составлен новый список слов.
В 1973 году Лейкок классифицировал абау как изолят в верхней группе сепикских языков.
В 2011 году исследователь Арнольд Лок выпустил подробное описание фонетики и грамматики языка.